# Primeira Guerra Civil da Libéria
A Primeira Guerra Civil da Libéria foi um conflito ocorrido na Libéria de 1989 até 1996. O conflito matou cerca de 250.000 pessoas  e  envolveu a  Comunidade Económica dos Estados da África Ocidental(CEDEAO) e as Organização das Nações Unidas(ONU). Os diversos grupos armados, que ajudaram a derrubar a ditadura de Samuel Kanyon Doe eventualmente enfrentaram-se durante o vazio de poder, a guerra trouxe terríveis consequências humanas, sociais e econômicas, chegando a afetar os seus vizinhos, especialmente devido ao apoio do NPFL ao FRU de Serra Leoa.

## Contexto

### Golpe de Estado de Samuel Doe (1980)
Em 12 de abril de 1980 Samuel Kanyon Doe aplica um golpe de Estado contra o então presidente William Richard Tolbert, Jr., assim se tornando o primeiro presidente não descendente de americanos a governar a Libéria. O novo governante então estabelece um regime militar chamado de People's Redemption Council (Conselho de Redenção do Povo) e ganhou suporte dos grupos étnicos nativos da Libéria os quais guardavam rancor dos antigos governantes pela falta de representatividade dada a eles desdá fundação da Libéria em 1847.
Qualquer esperança de Doe melhorar o sistema governamental do país foi perdida, por causa do seu receio de ser deposto. Desse modo, o novo ditador suspende a constituição até 1984, quando uma novo referendo por uma nova constituição é feito. Em 1985 ele é eleito por uma pequena margem, no entanto a eleição foi considerada fraudulenta por muitos observadores.

### Tentativa de golpe de Thomas Quiwonkpa (novembro de 1985)
Thomas Quiwonkpa, um ex-general das Forças Armadas da Libéria, que foi removido de seu cargo e forçado a fugir do país por imposição de Doe, tenta retirar Doe do poder através do país vizinho Serra Leoa. O atentado falha e Quiwonkpa é morto . E por fim seu corpo é exibido publicamente no terreno da sede do Poder Executivo em Monróvia.

### Maus tratos aos grupos étnicos Gio e Mano (1985)
Os grupos étnicos Gio e Mano foram perseguidos pelo Governo, por serem acusados de traição contra o Estado. Além de serem vistos como inferiores pela tribo do presidente, os Krahn. Esses maus tratos aumentaram as tensões na Libéria, que já vinha aumentando por causa do tratamento preferencial dados aos Krahn em relação aos outros grupos étnicos.

### Charles Ghankay Taylor organiza seu grupo rebelde (1985-1989)
Charles Ghankay Taylor, que tinha  abandonado o governo de Doe após ser acusado de fraude, juntou um grupo de rebeldes na Costa do Marfim (em sua maioria pessoas do grupos étnicos Gio e Mano que haviam se refugiado da perseguição do Governo liberiano) que mais tarde seria conhecido como a Frente Patriótica Nacional da Libéria(FPNL). O grupo então invadiu o condado de Nimba em 24 de Dezembro de 1989. O exército Liberiano em retaliou a população da região atacando civis desarmados e queimando vilas. Muitos civis se refugiaram na Guiné e Costa do Marfim, no entanto a oposição a Doe continuou a aumentar. Prince Johnson saiu do grupo rebelde e formou outro grupo guerrilheiro, no qual a maioria dos combatentes eram do grupo étnico Gio, a Frente Patriótica Nacional Independente da Libéria(FPNIL).